# ابن عنين
ابن عُنَيْن (549- 630 هـ / 1154- 1232 م) شاعر يُعَد أعظمَ شعراء عصره، وكان هجَّاء سليط اللسان، قلَّ من سَلِم من لسانه في دمشق، حتى السلطان صلاح الدين الأيوبي، وأخوه الملك العادل. ولد في دمشق، ومات سنة ثلاثين وستمئة عن إحدى وثمانين سنة.

## سيرته
حمد بن نصر الله من مكارم بن الحسن بن عُنَيْن، أبو المحاسن، شرف الدين، الزرعي الحوراني الدمشقي الأنصاري. أعظم شعراء عصره. مولده ووفاته في دمشق. كان يقول إن أصله من الكوفة، من الأنصار. وكان هجاءً، قل من سلم من شره في دمشق، حتى السلطان صلاح الدين الأيوبي والملك العادل. وله قصيدة طويلة جمع فيها خلقًـا من رؤساء دمشق سماها «مقارض الأعراض». وكان السلطان صلاح الدين قد نفاه من دمشق بسبب وقوعه في الناس، فلما خرج منها عمل هذين البيتين:
وطاف البلاد من الشام والعراق والجزيرة وأذربيجان وخراسان وغزنة وخوارزم و ما وراء النهر، ثم دخل الهند واليمن ، وأقام بها مدة، ثم رجع إلى الحجاز والديار المصرية، وعاد إلى دمشق، و بعد وفاة صلاح الدين فمدح الملك العادل وتقرب منه. وكان وافر الحرمة عند الملوك. وتولى الكتابة (الوزارة) للملك المعظم، بدمشق، في آخر دولته، ومدة الملك الناصر، وانفصل عنها في أيام الملك الأشرف، فلزم بيته إلى أن مات.
له ديوان شعر معروف بديوان ابن عنين، و(مقراض الأعراض) قصيدة في نحو 500 بيت، والتاريخ العزيزي في سيرة الملك العزيز. توفى بدمشق 630 هـ.

## قالوا عنه
- قال ابن النجار في تاريخه: «وهو من أملح أهل زمانه شعراً، وأحلاهم قولاً، ظريف العشرة، ضحوك السن، طيب الأخلاق، مقبول الشخص، من محاسن الزمان»
- قال الذهبي: «سمع من الحافظ ابن عساكر، وكان من فحول الشعراء ولا سيما في الهجو، وكان علامة يستحضر "الجمهرة". وقد دخل إلى العجم واليمن، ومدح الملوك، وكان قليل الدين.»[5]

## وصلات خارجية
- الموسوعة العالمية للشعر العربي، ديوان ابن عنين.